# Teddy Geiger
Teddy Geiger (Rochester, 16 settembre 1988) è un'attrice e cantautrice statunitense.
Ha iniziato il percorso di transizione al genere femminile nell'ottobre 2017, annunciandolo pubblicamente ai propri fan su Instagram.

## Biografia
È conosciuta per le canzoni For You I Will (Confidence) e These Walls, trasposte in videoclip girati da Marc Webb.
Ha fatto la sua prima apparizione nel telefilm Love Monkey (CBS 2006), presentando la sua canzone These Walls.
Alla realizzazione del primo brano ha contribuito Kristin Cavallari che ha partecipato anche alla serie TV di MTV Laguna Beach.
Ha fatto parte del cast del film The Rocker - Il batterista nudo (2008) interpretando Curtis.

## Discografia

### Album in studio
- 2006 – Underage Thinking
- 2013 – The Last Fears

### EP
- 2005 – Step Ladder
- 2006 – Snow Blankets the Night
- 2010 – Living Alone